# Basento
El río Basento (en latín Casuentus) es un río de la Italia meridional. Nace en los Apeninos meridionales, al oeste de Potenza. Desemboca en el golfo de Tarento, que forma parte del mar Jónico, en Metaponto. La ciudad principal a orillas del Basento es Potenza, la capital de Basilicata.
- Datos: Q791190
- Multimedia: Basento River / Q791190